# Diplotoxa gemina
Diplotoxa gemina är en tvåvingeart som beskrevs av Spencer 1977. Diplotoxa gemina ingår i släktet Diplotoxa och familjen fritflugor. Inga underarter finns listade i Catalogue of Life.